# Gaetano Benedini
Gaetano Benedini (Asola, 28 dicembre 1830 – Firenze, 31 maggio 1868) è stato un medico e militare italiano, che partecipò alla Spedizione dei Mille.

## Biografia
Figlio di Luigi e di Caterina Tiranti, ottenne la laurea in medicina e chirurgia e nel 1859 si arruolò nei Cacciatori delle Alpi. Fu tra i Mille di Garibaldi e svolse il ruolo di medico nel Corpo Volontari Italiani, meritando la medaglia d'argento al Valor Militare.